# Fakulteta za gospodarske znanosti na Dunaju
Fakulteta za gospodarske znanosti (izvirno nemško Fakultät für Wirtschaftswissenschaften), s sedežem na Dunaju, je fakulteta, ki je članica Univerze na Dunaju.